# Lézan
Lézan är en kommun i departementet Gard i regionen Occitanien i södra Frankrike. Kommunen ligger i kantonen Lédignan som tillhör arrondissementet Alès. År 2022 hade Lézan 1 580 invånare.

## Befolkningsutveckling
Antalet invånare i kommunen Lézan
Referens:INSEE